# Masters of the Universe: The Power of He-Man
Masters of the Universe: The Power of He-Man est un jeu vidéo développé et édité par Mattel Electronics, sorti en 1983 sur la console Intellivision, et porté sur Atari 2600,. Il est basé sur la franchise Les Maîtres de l'univers (Masters of the Universe) commencée en 1981 par Mattel avec sa gamme de figurines articulés, et met en scène le héros Musclor et son ennemi juré Skeletor.
Le jeu était commercialisé avec un comics petit format, similaire à ceux accompagnant les figurines, intitulé King of Castle Grayskull.

## Système de jeu
Le joueur incarne le héros Musclor, et dispose de 5 vies pour vaincre son adversaire Skeletor. Le jeu se déroule en deux phases. Tout d'abord, Musclor doit parcourir, à bord de son Wind Raider, la distance de 30 miles le séparant du château Grayskull, en évitant les boules de feu et en surveillant le niveau de carburant de son engin. Puis, armé de son épée et son bouclier, il rattrape Skeletor à travers les montagnes et la forêt pour enfin de l'affronter en duel à l'épée dans Grayskull'.
La séquence à bord du Wind Raider n'est pas sans rappeler le classique Defender, , tandis que la deuxième phase ressemble plutôt au tout aussi célèbre Robotron: 2084.

## Développement
En 1983, la gamme de figurines Les Maîtres de l'Univers, liée à la série animée, rencontrant un franc succès, la sortie d'un jeu vidéo sur les consoles Intellivision et Atari 2600 pour Noël devient une priorité pour Mattel. Il est impératif que les jeux soient identiques sur les deux machines, en évitant de réitérer les erreurs commises lors du développement de Kool-Aid Man. Toutefois, pour gagner du temps, il est décidé de découper le jeu en deux phases de jeu distinctes, chacune assignée à un programmeur différent. Le développement de la version Intellivision débute en février. Rick Koenig est chargé de la phase Wind Raider et Vladimir Hrycenko de la phase à l'intérieur de Grayskull. Connie Goldman est assignée aux graphismes.
À la fin d'avril, il devient évident que la phase Grayskull présente des incohérences. En urgence, Hrycenko est remplacé par Ray Kaestner qui, depuis son travail sur BurgerTime développe des routines d'affichage en prévision de l'Intellivision III. Avec seulement quatre semaines à sa disposition pour respecter le calendrier de développement, Kaestner repart de zéro mais parvient à respecter les délais en utilisant son propre code.
Le portage sur Atari 2600 est lui aussi réalisé par deux programmeurs, chacun étant responsable d'une phase distincte : Mike Sanders et Jossef Wagner. Les graphismes de Connie Goldman sont complétés par Joe Ferreira/King et Gerald Moore.
Une version Colecovision est également développée, mais ne sera mise sur le marché avant la fermeture de Mattel Electronics. Un jeu électronique de poche Master of the Universe, au gameplay différent (et plus simple), complète également la série cette année-là.

## Accueil
Pour la revue italienne Videogiochi, il est difficile de tirer des conclusions de ce jeu. Les graphismes sont vraiment bons et le son est excellent, en revanche la manière dont la mécanique a été développée n'est pas enthousiasmante. Le journaliste Danilo Lamera trouve que plus de soin a été apporté aux écrans intermédiaires et de présentation au détriment des phases jouables. Il reconnait toutefois que The Power of He-Man a le potentiel pour décrocher une bonne place dans le classement des jeux les plus vendus.
Glenn Kenny, qui teste la version Atari VCS pour Computer Fun, trouve le jeu « pas très bon » et « répétitif ».

## Héritage
Masters of the Universe: The Power of He-Man est le premier titre à briser une tradition chez Mattel Electronics : l'absence de mention des concepteurs du jeu. Jusqu'alors l'identité des développeurs était soigneusement gardée secrète. Pour la première fois, le noms des programmeurs et graphistes sont cités sur l'emballage des versions Intellivision et Atari 2600.
Après leur travail sur le jeu, Koenig et Kaestner sont immédiatement assignés à un projet de suite. Cependant, ce Masters of the Universe  II sera abandonné avec la fermeture de Mattel Electronics début 1984, mais une partie de son code source servira de base à Diner quelques années plus tard.